# Fernando Ureña
Pour les articles homonymes, voir Ureña.
Fernando Xavier Ureña Orocú, né le 20 mars 1983 à David dans la province de Chiriquí, est un coureur cycliste panaméen.

## Biographie
Fernando Ureña est un cycliste chiricano, qui dès son plus jeune âge s'est consacré à ce sport, poussé par son père. Il marque de son empreinte la Vuelta Internacional a Chiriquí, épreuve la plus importante du calendrier cycliste panaméen et se déroulant dans sa province natal. En effet, Fernando Ureña a remporté quatre classements des étapes volantes (meilleur sprinter de l'épreuve) et la bagatelle de quatorze victoires d'étapes. Ureña débute dans la catégorie Élite en 2003. Depuis 2007, il court pour la formation "Rali". Dans sa carrière, la Vuelta a Chiriquí 2008 a eu une grande importance. Vainqueur de la 8e étape, le dernier jour, porteur du maillot distinctif du classement des étapes volantes, Fernando Ureña tente de remporter l'étape. Mal lui en pris car sa course s'achève par une sévère chute qui le prive de ce premier classement annexe (même s'il se considère comme le vainqueur moral). N'ayant pas consulté en orthopédie, le choc sur la rotule droite, reçu ce jour-là, aura des conséquences toute sa carrière cycliste. Cependant, il prend sa revanche en décrochant ce classement des étapes volantes lors de la Vuelta a Chiriquí 2009 et en le conservant l'année suivante. En 2011, il intègre la formation Movistar Continental, équipe basée en Colombie, et qui devait réunir les meilleurs coureurs latino-américains. De retour au Panama, en 2012, il remporte les étapes volantes et  une quatrième fois, ce classement annexe en 2015. Cette victoire, Ureña l'attribue à Dieu et à sa foi, car cette année-là lui est diagnostiquée une chondromalacie, l'empêchant, selon le corps médical, de concourir au plus haut niveau. Les séquelles de sa chute de 2008 se font encore ressentir, lui procurant des douleurs intolérables. Lorsque le sprinteur ne s'entraîne pas ou passe du temps avec sa femme et sa fille, il s'exerce dans l'atelier de fraisage de son père, son modèle sur et en dehors des pistes, dixit le coureur.

Outre ses bouquets sur les routes de la Vuelta a Chiriquí, Fernando Ureña glane de nombreux succès sur le Tour du Panama. Dans son palmarès, se détachent ses trois titres de champion du Panama sur route 2009, 2014 et 2016, qu'il adorne d'une médaille d'or aux Jeux centraméricains de 2010.

## Palmarès
- 2008
  - 8e étape de la Vuelta a Chiriquí
  - 3e du championnat du Panama sur route
  - 3e du Tour du Panama
- 2009
  -  Champion du Panama sur route
  - 2e étape du Tour du Panama
  - 2e, 5e et 13e étapes du Vuelta a Chiriquí
- 2010
  -  Médaillé d'or sur route aux Jeux centraméricains
  - David-Frontera-David
  - 1re et 2e étapes de la Vuelta Ciclística Ralí
  - 2e étape du Tour du Panama
  - 5e étape de la Vuelta a Chiriquí
- 2011
  - 2e étape du Tour du Panama
- 2012
  - Tanara-Bayano-Tanara
  - 7e étape de la Vuelta a Chiriquí
- 2013
  - 2e et 6e étapes de la Vuelta a Chiriquí
- 2014
  -  Champion du Panama sur route
  - 4e étape du Clásico de Cuba
  - 2e étape du Tour du Panama
- 2015
  - 6e étape du Tour du Panama
  - 2e et 8e étapes de la Vuelta a Chiriquí
  - 2e du Tour du Panama
- 2016
  -  Champion du Panama sur route
  - 6e étape du Tour du Panama

## Classements mondiaux
| Année            | 2014 | 2015 | 2016 | 2017 |
| ---------------- | ---- | ---- | ---- | ---- |
| UCI America Tour | 67e  |      |      | 367e |